# Стовбовенко Олег Олександрович
Олег Олександрович Стовбобенко — солдат 201 зенітного ракетного полку, учасник російсько-української війни.

## Життєпис
Народився 6 серпня 1993 році в селищі Бурханівка Снігурівський район Миколаївської області.
В часі війни-солдат номер обслуги 201-ша зенітна ракетна бригада.

Помер 17 червня 2017 році в місті Костянтинівка Донецької області.
Похований 19 червня 2017 році в рідеому селищі  Бурханівка було оголошено велику жалобу за загиблим воїном.
У Олега залишилися батьки, молода дружина, та сестра.